# 전국수영연합회
전국수영연합회(全國水泳聯合會)는 대한민국의 아마추어 수영을 관할했던 스포츠 행정 기구이다. 2016년 5월 18일에 대한수영연맹에 통합되었다.

## 참고 문헌
- “대한체육회 회원종목단체 경영공시”. 대한체육회.
- 《2015 체육백서》. 대한민국 문화체육관광부. 2018.

## 같이 보기
- 대한수영연맹
- 국민생활체육회